# Мекшило, Евдокия Пантелеевна
Евдокия Пантелеевна Мекшило (23 марта 1931, Горно-Алтайск — 16 января 2013, Санкт-Петербург) — советская лыжница, олимпийская чемпионка (1964), заслуженный мастер спорта СССР (1964). Тренер — Л. А. Шкенев.

## Спортивная карьера
- Олимпийская чемпионка 1964 в эстафете 3x5 км (с Алевтиной Колчиной и Клавдией Боярских)
- Серебряный призёр олимпийских игр 1964 (10 км)
- 7-кратная чемпионка СССР: 1954—1966 (эстафета 3×5 км); 1957 (5 км)

Тренер	А. Н. Баженов

## Награды
- Медаль «За трудовую доблесть»
- Звание заслуженный мастер спорта СССР (1964)